# Крошечная хутия
Крошечная хутия (лат. Mesocapromys nana) — вид грызунов рода Mesocapromys, эндемик острова Куба.

## Описание
Длина тела около 22 см. Длина хвоста примерно 18 см. Спина покрыта черными волосами с коричневато-желтыми концами, на морде и перед ушами беловатые кончики волос, на крестце более темные.
Брюшная сторона тела светло-сероватая. Передние лапы желтовато-серые с серыми пальцами, задние лапы желтоватые с желтовато-серыми пальцами. Область вокруг хвоста ржаво-оранжевая. Хвост резко двуцветный: проксимальные 2 см того же цвета, что и крестец, а остальная часть хвоста покрыта более короткими черными сверху и темно-желтыми снизу волосами. Распространены на юге Кубы на п-ове Сапата.

## Красная книга
Крошечная хутия находится под угрозой исчезновения. Снижение численности вызвано освоением человеком мест обитания крошечных хутий под сельское хозяйство. Болота п-ова Сапата объявлены охраняемой зоной. Охота запрещена законом.
Численность неизвестна, но очень мала. С 1937 г. не было поймано ни одного экземпляра. Только в 1978 г. в центре болот были обнаружены признаки присутствия крошечных хутий. В 1980 г. находились на грани исчезновения.

## Образ жизни и биология
Населяют небольшие, сухие, покрытые кустарником острова, расположенные среди болот, а также мангры, окружающие эти болота.